# Canzoni di rabbia
Canzoni di rabbia è il terzo album del cantautore Claudio Lolli pubblicato nel gennaio del 1975 da EMI Italiana in formato LP con numero di catalogo 3C064-18064.

## Descrizione
Il disco, registrato allo studio Sonic Recording di Roma, contiene otto canzoni, e come il precedente è suddiviso in due parti, corrispondenti ai due lati del disco: La rabbia solitaria sul lato A e La rabbia lucida sul lato B. In pratica l'intenzione di Lolli è quella di rappresentare, nelle prime quattro canzoni, la rabbia vissuta in maniera solitaria, e quindi frustrante, mentre sul lato B le altre quattro canzoni mostrano come il vivere collettivamente la propria rabbia possa portare alla presa di coscienza, esplicitata in Compagni a venire, che conclude l'album.
Musicalmente il disco si distacca dai due precedenti, grazie soprattutto all'opera dell'arrangiatore Ettore De Carolis, musicista colto e musicologo già noto negli anni Sessanta come membro del gruppo psichedelico Chetro & Co e in seguito collaboratore di Guccini, degli Alunni del Sole e di Alan Sorrenti tra gli altri. De Carolis modifica gli arrangiamenti delle canzoni di Lolli, aggiungendo le percussioni di Giorgio Battistelli alle chitarre di Roberto Picchi e dello stesso Lolli; inoltre utilizza alcuni strumenti particolari come il flicorno, lo xilofono, l'ottavino o il saz (una sorta di bouzouki di origine araba), o ancora la violaccia, uno strumento inventato dallo stesso De Carolis a 6 e a 10 corde, da un corpo preesistente di violoncello. Al disco partecipa anche la moglie di De Carolis, Donatina Furlone (che ha inciso molti dischi con il marito), come corista.
Viaggio, che è stata anche reincisa anni dopo da Lolli, affronta il tema del viaggio (non solo quello "fisico", ma anche quello indotto dalle droghe) come metafora di una rabbia che non riesce ad esprimersi se non nella rinuncia. Prima comunione riprende e sviluppa l'anticlericalismo di "Quelli come noi", raccontando lo svolgimento della sua prima comunione negli anni Cinquanta, con una descrizione precisa di certo bigottismo; i cori di Donatina De Carolis si sviluppano secondo certe modalità del canto gregoriano. Vent'anni è una lunga canzone sorretta dalla chitarra arpeggiata, che descrive come quella che gli adulti credono essere l'età più bella, forse, non lo sia affatto. Viaggio di ritorno, unita alla precedente, è la canzone che conclude il lato A. I due brani finali del lato A sono uniti in una suite che quindi anticipa gli sviluppi del disco successivo.
Donna di fiume è una delle poche canzoni d'amore di Lolli, usa un linguaggio denso di immagini e metafore. Al milite ignoto è  un'amara riflessione antimilitarista che racconta la storia di un caduto in guerra il cui corpo, non riconosciuto, viene scelto per essere sepolto nel monumento al milite ignoto; recentemente è stata reincisa da Lolli. Dalle capre racconta la vita nelle carceri, raccontata dalle parole di un carcerato che si rivolge al suo secondino, ed è uno dei brani più riusciti dell'album, insieme al precedente. Compagni a venire è la canzone conclusiva, in cui viene evidenziata la presa di coscienza, attraverso le varie esperienze, dell'autore.
Pubblicato originalmente in LP, l'album è stato ristampato in formato CD nel 1988 e nel 2008.

## Tracce
Testi e musiche di Claudio Lolli.
Lato A – La rabbia solitaria
1. Viaggio – 4:22
2. Prima comunione – 5:28
3. Vent'anni – 6:42
4. Viaggio di ritorno – 5:26

Lato B – La rabbia lucida
1. Donna di fiume – 4:03
2. Al milite ignoto – 4:55
3. Dalle capre – 5:34
4. Compagni a venire – 6:19

## Formazione
- Claudio Lolli - voce, chitarra ritmica, pianoforte
- Roberto Picchi – chitarra ritmica, cori, xilofono, saz
- Giorgio Battistelli – percussioni
- Ettore De Carolis – mandolino, cori, violaccia, violetta, violino elettrico, chitarra fuzz, zampogna, campanelle
- Donatina De Carolis – violino elettrico, cori, violaccia, washboard
- Gerardo Abbate – violino
- Walter Bernardeschi – viola
- Antonio Ciarlantini – violoncello
- Cicci Santucci – flicorno, tromba
- Francesco Forti – clarinetto, sassofono soprano
- Nicola Samale – flauto, ottavino
- Andrea Carpi – cori